# Ster van Said Ali

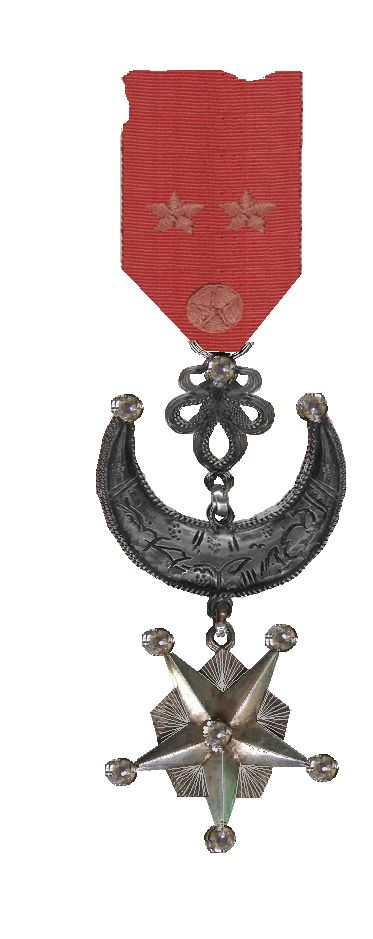
Versiersel met briljanten, rond 1886.

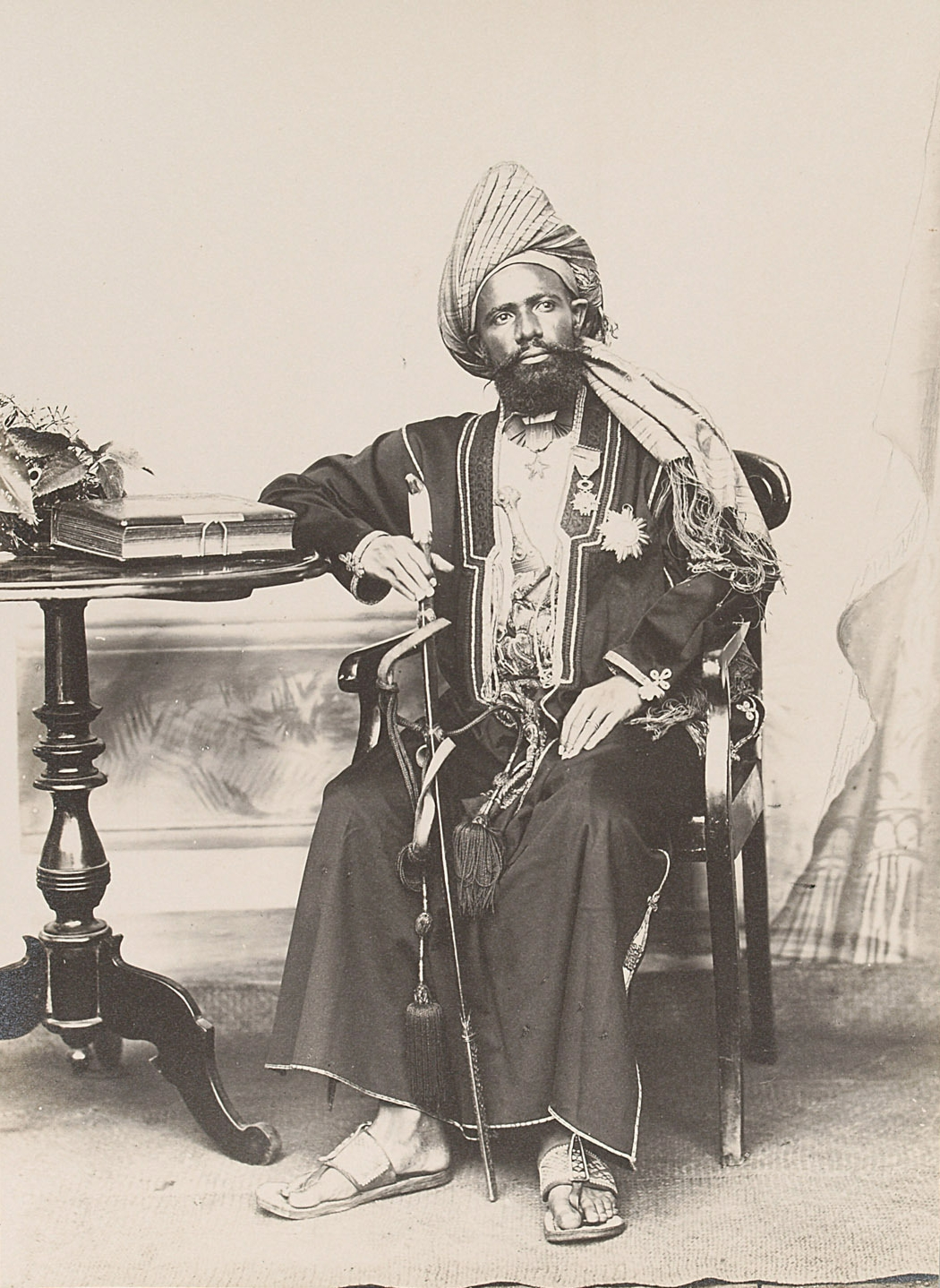
Een portret van Saidi Ali ibn Saidi Omar in ballingschap.

De Ster van Said Ali (Frans: Étoile de Said Ali), ook wel "Orde van de Ster van Said Ali" genoemd was een in 1886 door Koning Saidi Ali ibn Saidi Omar, heerser van Bambao, eerste heerser van Grande Comore, ingestelde onderscheiding. De onderscheiding wordt tot de ridderorden gerekend.
Men gebruikt de namen "Ster van Grande Comore" en "Ster van Said Ali" door elkaar.

## De Orde van Said Ali tussen 1886 en 1892
Het typisch Arabisch vormgegeven kleinood is een halve maan van bewerkt zilver in de Arabische stijl met daaronder een zilveren ster met vijf met briljanten ingelegde punten. Het lint is donkerrood met geborduurde sterren van gouddraad. De zilveren halve maan heeft een ingegraveerde Arabische tekst en de twee uiteinden zijn van briljanten voorzien. Als verhoging en verbinding met het lint is een gesp met drie lobben aangebracht. De ster is in het midden met een grote briljant versierd.
Omdat de vorst en zijn onderdanen de islam aanhingen werd bij het ontwerp gekozen voor een ster met een halve maan in plaats van een kruis.

## De Orde van Said Ali na 1892
Na 1892 werden vier graden uitgereikt. Men koos ook voor andere, meer op de Europese versierselen van orden gelijkende kleinoden. Deze kregen wel weer de vorm van een ster.
- Grootkruis
- Commandeur
- Officier
- Ridder

Het latere kleinood was een vijfpuntige ster van groen email met gouden ballen op de vijf punten. Men liet de vroeger gebruikte diamanten nu achterwege. Een opgehoogde Arabische inscriptie staat centraal in het medaillon. Dit hangt onder een grote gouden halvemaan met drie sterren voor een Commandeur, twee sterren voor een Officier en één ster voor een Ridder.

## De orde in deze tijd
Al zijn de Commoren een republiek, De Sultan van Moroni, Z.H. Said Hussein draagt ook nu de Ster van Grande Comore, ook wel de Ster van Said Ali genoemd.